# Augusta de Danemark
Titre
Duchesse consort de Schleswig-Holstein-Gottorp
30 août 1596 – 31 mars 1616
(19 ans, 7 mois et 1 jour)
Augusta de Danemark, Norvège (en danois : Augusta af Danmark og Norge), née le 8 avril 1580 au château de Kolding (royaume de Danemark et de Norvège) et décédée le 5 février 1639 au château de Husum  (duché de Schleswig-Holstein-Gottorp), était une princesse dano-norvégienne devenue duchesse consort de Schleswig-Holstein-Gottorp par son mariage avec Jean-Adolphe de Holstein-Gottorp.

## Biographie
La princesse Augusta était la troisième fille du roi Frédéric II de Danemark et de la reine Sophie de Mecklembourg-Güstrow.
Le 30 août 1596, elle épouse au château de Copenhague Jean-Adolphe de Holstein-Gottorp. De cette union naitront huit enfants :
- Frédéric ;
- Élisabeth Sophie ;
- Adolphe ;
- Dorothée ;
- Hedwige ;
- Anna ;
- Jean ;
- Christian.

Elle était politiquement influente pendant le règne de son fils, le duc Frédéric.